# Sân bay Andizhan
Sân bay Andizhan (IATA: AZN, ICAO: UTKA) là một sân bay ở Andijan, Uzbekistan. Sân bay này có một đường băng dài 2978 m có bề mặt bê tông.

## Hãng hàng không và tuyến bay
| Hãng hàng không    | Các điểm đến                                                          |
| ------------------ | --------------------------------------------------------------------- |
| Uzbekistan Airways | Moskva–Domodedovo, Novosibirsk, Sankt Petersburg, Samarqand, Tashkent |